# Taeniolella faginea
Taeniolella faginea är en lavart som först beskrevs av Karl Wilhelm Gottlieb Leopold Fuckel, och fick sitt nu gällande namn av S. Hughes 1958. Taeniolella faginea ingår i släktet Taeniolella och familjen Mytilinidiaceae.   Inga underarter finns listade i Catalogue of Life.